# 合流坪
合流坪是台灣一處河階地的地名，位於南投縣信義鄉境內，其名因濁水溪及丹大溪匯流於此而得名。在這廣闊的土地上，充滿了玉米田，附近有台電公司的保修工寮及少部分布農族部落，還有一座連接“丹大林道”的“孫海橋”，交通僅靠省道台16線公路對外連繫,亦為該省道向東通行的終點。